# Кауфланд
Кауфланд (на немски: Kaufland) е голяма верига от германски хипермаркети и по-малки магазини предимно в областта на хранителните стоки. Сред обектите им има и различни по вид магазинчета. Компанията има над 1000 магазина в Германия. Тя също има магазини в Полша, Чехия, Словакия, Хърватия, Румъния, Молдова и България.

## История
През 1930 г. германецът Йозеф Шварц става съдружник в компанията Lidl & Ко, която се е занимавала с търговия на цитрусови плодове. След това компанията е преименувана на Lidl & Schwarz KG. Новата компания разширява своята дейност и се превръща в търговец на хранителни стоки.
През 1944 г. компанията е унищожена и за нейното възстановяване са били необходими десет години.
След смъртта на Йозеф Шварц през 1977 г. управлението на компанията поема неговият син Дитер Шварц. През 1972 г. в град Некарзулм е отворен първият хипермаркет с името Kaufland. След обединението на Германия се откриват още магазини. Първият магазин в Източна Германия е открит през 1990 г. в Майсен, след това през 1994 г. в град Цвикау. Първият магазин на веригата в чужбина е в град Кладно в Чехия, открит през 1998 г. След това магазини са открити във Хърватия и Полша през 2001 г., в Румъния през 2005 г.
В България „Кауфланд“ работи от март 2006 г. чрез подразделението си „Кауфланд България“.

## Eксплоатация
| Държава  | Брой хипермаркети | Карта                                    |
| -------- | ----------------- | ---------------------------------------- |
| Германия | 700+              | Магазини „Кауфланд“ в европейски държави |
| Полша    | 238               | Магазини „Кауфланд“ в европейски държави |
| Румъния  | 177               | Магазини „Кауфланд“ в европейски държави |
| Чехия    | 140               | Магазини „Кауфланд“ в европейски държави |
| Словакия | 75                | Магазини „Кауфланд“ в европейски държави |
| България | 63                | Магазини „Кауфланд“ в европейски държави |
| Хърватия | 45                | Магазини „Кауфланд“ в европейски държави |
| Молдова  | 9                 | Магазини „Кауфланд“ в европейски държави |

## Галерия
- Магазин на „Кауфланд“ в Бад-Зегеберг, Германия
- „Кауфланд“ в Томашов Мазовецки
- Хипермаркет „Кауфланд“ в София
- „Кауфланд“ в Литвинов, Чехия